# Ryan C. Gordon

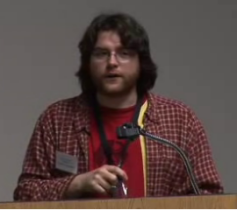
Ryan „Icculus“ Gordon auf der SELF 2009

Ryan C. Gordon (auch bekannt als icculus) ist ein bekannter US-amerikanischer Cross-Plattform-Programmierer und früherer Mitarbeiter bei Loki Software. Bekanntheit erlangte er für seine Vorreiterrolle bei der Portierung von Spielen auf die Linux- und Mac-Plattformen, seine Mitarbeit bei der SDL-Multimediabibliothek und die Entwicklung der Fat-Binary-Erweiterung FatELF für das ELF-Binärformat.

## Leben
Ryan Gordon wuchs außerhalb von Philadelphia auf und besuchte das College in Charlotte, North Carolina, wo er 1999 einen Bachelor Degree erlangte. Inzwischen lebt er wieder in Charlotte.
Im Januar 2010 verlobte er sich mit seiner Freundin Carrie, welche er im selben Jahr auch heiratete. Am 31. Januar 2012 kam sein erstes Kind zur Welt.

### Anstellung bei Loki Software
Im Sommer 1999 startete Loki Software einen „Loki Hack“ genannten Wettbewerb auf dem Atlanta Linux Showcase mit dem Ziel der Verbesserung der Linux-Portierung von Civilization: Call to Power. Gordon entschied sich teilzunehmen und nahm eine vierstündige Fahrt nach Atlanta in Kauf. Loki war beeindruckt von seiner Leistung und bot ihm einen Job an. Gordon war bald an wichtigen Portierungsaufgaben bei Loki beteiligt: Kohan: Immortal Sovereigns, Quake III Arena und Eric’s Ultimate Solitaire. Für Descent 3 und Heavy Metal: F.A.K.K.² agierte er bereits als leitender Entwickler. Im Jahr 2000 schrieb er auch einige Artikel für die Linux-Informations-Website Linux.com. Bei Loki Software lernte Gordon die dort entwickelte SDL-Bibliothek und das Loki-Setup kennen; Entwicklungswerkzeuge, auf die er auch später setzte und die er weiterentwickelte. In dieser Zeit gründete er auch icculus.org, eine Webseite zum Hosten von FOSS-Projekten, auf der auch später der Support für Loki-Software-Projekte und Tools weitergeführt wurde.

### Ende von Loki Software
Mit der Schließung von Loki 2002 war Gordon gezwungen, einen Job in einem Cybercafé anzunehmen und zurück zu seinen Eltern zu ziehen. Um dieser uninspirierenden Arbeit zu entkommen, welche er nur zur Lebensfinanzierung angenommen hatte, ergriff der den Strohhalm einer gefundenen E-Mail-Adresse eines Croteam-Entwicklers und trat in Kontakt mit diesem. Für Croteams kürzlich erfolgreich veröffentlichtes Spiel Serious Sam bot Gordon eine Linux-Portierung an. Croteam nahm den Vorschlag an und eine erste Version wurde am 5. Dezember 2002 verfügbar. Darauf folgend gewann Gordon immer wieder Verträge für die Portierung von Spielen, zum Beispiel Devastation und Medal of Honor: Allied Assault für Linux und America’s Army für Linux und macOS. Er wurde von Epic Games auch für die Ports von Unreal Tournament 2003 und Unreal Tournament 2004 zu Linux und macOS angeheuert.
Als Gordon 2003 von der Veröffentlichung von Postal 2 hörte, kontaktierte er die Entwickler, eine Portierung anbietend, da er bereits beim ersten Postal-Teil (noch bei Loki) an der Portierung beteiligt gewesen war. Entwickler Running With Scissors stimmte zu und der fertige Port wurde am 14. Februar 2005 verfügbar, vertrieben von Linux Game Publishing. Bald darauf wurde er für die Portierung von Wolfire Games’ Spiel Lugaru kontaktiert; ein Kontakt, der später zu Gordons starker Beteiligung bei den Humble Indie Bundles führen würde. Ebenfalls in dieser Zeit wurde er unter Vertrag genommen für eine Linux-Client-Version für die Virtuelle Welt Second Life. Auch Google nahm seine Dienste in Anspruch für eine native Linux-Version der Anwendung Google Earth, verfügbar wurde diese ab der Beta-Version 4 am 12. Juni 2006.
Im Oktober 2008 machte Gordon die überraschende Ankündigung, dass er an einem Linux-Client für den Ego-Shooter Prey arbeitet, nachdem er bereits den Serverteil des Spiels 2006 für Linux portiert hatte. Frühere Spekulationen in diese Richtung waren bisher von den Entwicklern verneint worden. Der Port wurde Dezember 2008 veröffentlicht.

### FatELF
Am 23. Oktober 2009 gab Gordon seine Pläne bekannt, an einem Universal-Binary-System für Linux zu arbeiten, genannt FatELF, ähnlich dem bei macOS verwendeten. Das Projekt erzeugte jedoch beträchtliche Kontroversen, bei denen vor allem Linux-Kernel- und Distributions-Entwickler das Konzept kritisierten und eine Unterstützung bzw. eine Integration in den Linux-Kernel verweigerten. Gordon stoppte das Projekt daraufhin im frühen November, trotz technisch weit fortgeschrittenem Zustand und Unterstützung durch ISVs. Später gab Gordon jedoch bekannt, dass er das Projekt bei ausreichender Unterstützung wieder aufnehmen würde.
Das nächste Spielportierungsprojekt war Aquaria zu Linux für Bit Blot.

### Humble Indie Bundles
Im Mai 2010 veröffentlichte er zusammen mit Wolfire Games den Quellcode seines Entwicklungszweiges von Lugaru unter der GNU General Public License, auch war er bei Veröffentlichung des Quellcodes von Aquaria beteiligt. Beide Spiele wurden Teil des ersten Humble Indie Bundle. Nächstes Projekt war die Portierung von Red Orchestra: Ostfront 41–45 für macOS, auch bekannt gebend, dass er eine Linuxversion erstellen könnte, falls ein Linux-Client von Steam verfügbar würde.
Gordon erzeugte viel Diskussion mit einem Vortrag auf dem SouthEast LinuxFest 2010 unter dem Titel Anatomy of a Failure, in dem er offen einige Aspekte des Linux-Entwicklungsprozesses kritisierte und dabei seine Erfahrungen mit FatELF einbrachte aber auch Con Kolivas als weiteres Beispiel nannte.
Für das zweite Humble Indie Bundle portierte Gordon Braid, Cogs und Hammerfight für sowohl Linux als auch macOS. Teil der Arbeit war die Portierung der Haaf's Game Engine zu Linux und macOS, welche dann auch unter einer freien Softwarelizenz veröffentlicht wurde. Für das „Frozen Synapse Bundle“ portierte Gordon Frozen Synapse auf Linux. Für das vierte Bundle portierte er die Spiele Super Meat Boy und Shank.